# Thomas Calabro
Thomas F. Calabro (3. veljače 1959.) je američki glumac i redatelj, najpoznatiji po ulozi dr. Michaela Mancinija u TV-seriji Melrose Place, a koju je ponovio i u njenom kratkotrajnom nastavku.

## Filmografija
- Elle: A Modern Cinderella Tale (2010) (post-production) .... Allen
- Locker 13 (2009) (filming) .... Harvey
- Melrose Place .... Dr. Michael Mancini (2009–2010)
- Detention (2009) .... Coach L
- Without a Trace .... Ken Gilroy (2009)
- Greek .... Senator Ken Logan (2008–present)
- Fall of Hyperion (2008) (TV) .... John Brighton
- Safehouse (2008) .... Charles York
- Ice Spiders (2007) (TV) .... Capt. Baker
- Til Lies Do Us Part (2007) (TV) .... Trey Mitchell
- Cake: A Wedding Story (2007) .... Bernard
- Chill (2007) (V) .... Sam
- Cold Case .... Ada William Danner (2006)
- Nip/Tuck .... Dr. Abrams (2005)
- The Perfect Husband (2004/I) (TV)
- Single Santa Seeks Mrs. Claus (2004) (TV) .... Andrew
- Hard Knox (2001) (TV) .... Steve Hardman
- Touched by an Angel .... Ben Mason
- Face to Face (2001) .... Philly
- They Nest (2000) (TV) .... Dr. Ben Cahill
- Best Actress (2000) (TV) .... Ted Gavin
- Ice Angel (2000) (TV) .... Ray
- Melrose Place .... Dr. Michael Mancini (218 epizoda, 1992–1999)
- L.A. Johns (1997) (TV) .... David Abrams
- MADtv .... Host (, 1997) Episode 2.17
- Made Men (1997) .... Nicky 'Shoes' Piazza
- Ned and Stacey .... Don Morelli (1996)
- Stolen Innocence (1995) (TV) .... Richard Brown
- Burke's Law .... Nick Blackwood (1995)
- Sleep, Baby, Sleep (1995) (TV) .... Detective Martinson
- Columbo: No Time to Die (1992) (TV) .... Detective Andy Parma
- Vendetta: Secrets of a Mafia Bride (1991) (TV) .... Nearco
- Law & Order .... Ned Loomis
- Father Dowling Mysteries .... Sean McAllister (, 1990)
- Dream Street .... Joey Coltrera (1989)
- Ladykillers (1988) (TV) .... Cavanaugh
- Out of the Darkness (1985) (TV) .... Zigove nećak
- Exterminator 2 (1984) .... Larry

## Vanjske poveznice
- Službene stranice Thomasa Calabra